# Canoagem nos Jogos Pan-Americanos de 2015 - K-4 500 m feminino
A competição do K-5 500 metros feminino foi um dos eventos da canoagem nos Jogos Pan-Americanos de 2015. Foi disputada na Welland Pan Am Flatwater Centre, em Welland, no dia 11 de julho.

## Calendário
Horário local (UTC-4).
| Data        | Horário | Fase  |
| ----------- | ------- | ----- |
| 11 de julho | 9:00    | Final |

## Medalhistas
|  | CAN Canadá                                                     |  | CUB Cuba                                                        |  | ARG Argentina                                                            |
|  | Émilie Fournel Kathleen Fraser Michelle Russell Hannah Vaughan |  | Daniela Martin Yurieni Guerra Lisandra Torres Jessica Hernandez |  | Maria Magdalena Garro Sabrina Ameghino Alexandra Keresztesi Brenda Rojas |

## Resultados

### Final
| Pos.              | Canoísta                                                                                    | Nacionalidade | Tempo    | Notas |
| ----------------- | ------------------------------------------------------------------------------------------- | ------------- | -------- | ----- |
| Medalha de ouro   | Émilie Fournel Kathleen Fraser Michelle Russell Hannah Vaughan                              | CAN Canadá    | 1:36.495 |       |
| Medalha de prata  | Daniela Martin Yurieni Guerra Lisandra Torres Jessica Hernandez                             | CUB Cuba      | 1:37.665 |       |
| Medalha de bronze | Maria Magdalena Garro Sabrina Ameghino Alexandra Keresztesi Brenda Rojas                    | ARG Argentina | 1:37.721 |       |
| 4                 | Beatriz Briones Karina Alanis Maricela Montemayor Brenda Gutierrez                          | MEX México    | 1:38.007 |       |
| 5                 | Edileia Matos dos Reis Mariane dos Santos da Silva Ariela Cesar Pinto Ana Paula Vergutz     | BRA Brasil    | 1:41.297 |       |
| 6                 | Yocelin Canache Cabeza Angelica Jiminez Castillo Mara Guerrero Gil Zulmarys Sanchez Mendoza | VEN Venezuela | 1:43.647 |       |
| 7                 | Ruth Adriana Pita Niño Yerly Tatiana Muñoz Rua Laura Pacheco Melo Katerine Moreno Berdugo   | COL Colômbia  | 1:45.674 |       |